# Eucharia funebris
Eucharia funebris är en fjärilsart som beskrevs av Charles Oberthür 1912. Eucharia funebris ingår i släktet Eucharia och familjen björnspinnare. Inga underarter finns listade i Catalogue of Life.